# 成岡翔
成岡翔（1984年5月31日—），日本職業足球員，日本20歲以下足球代表隊成員。

## 俱乐部生涯
2003年，成岡翔在磐田喜悅开始足球生涯。2011年转会至福岡黃蜂，2013年转会至新潟天鵝。

## 日本國家足球隊
成岡翔参加了2003年世界青年錦標賽。

## 外部連結
- （日語）J.League Data Site （页面存档备份，存于）